# Église Saint-Maurice de Rouvres-la-Chétive
Pour les articles homonymes, voir Saint Maurice et Maurice.
L'église Saint-Maurice  surplombe le village de Rouvres-la-Chétive (88170) près de Châtenois dans les Vosges. L'église est le seul édifice religieux présent sur le territoire de la commune de Rouvres-la-Chétive. Autrefois, cette église était dédiée à saint Martin. Aujourd'hui elle l'est à saint Maurice.

## Description
Construite sur les hauteurs, l'église de Rouvres-la-Chétive est entourée par le cimetière de la commune.
- Le porche d'entrée est surmonté du clocher comprenant trois cloches (les vestiges du système de cordes autrefois utilisé est encore visible, aujourd'hui le dispositif de sonnerie est électronique).
- La nef a cette particularité d'avoir un plafond plat.
- Le chœur permet l'accès à une petite salle utilisée pour la préparation des messes.

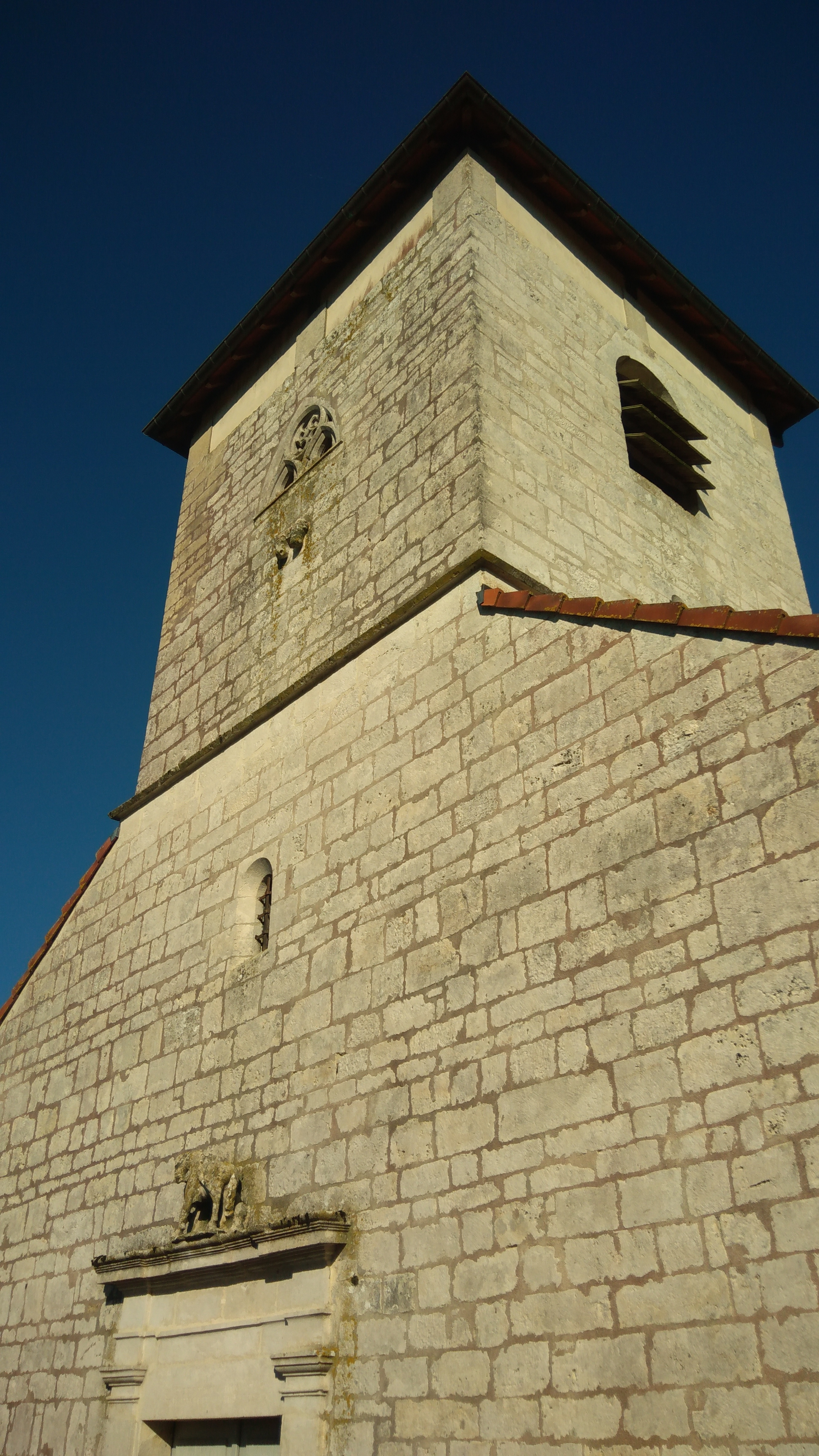
Entrée.
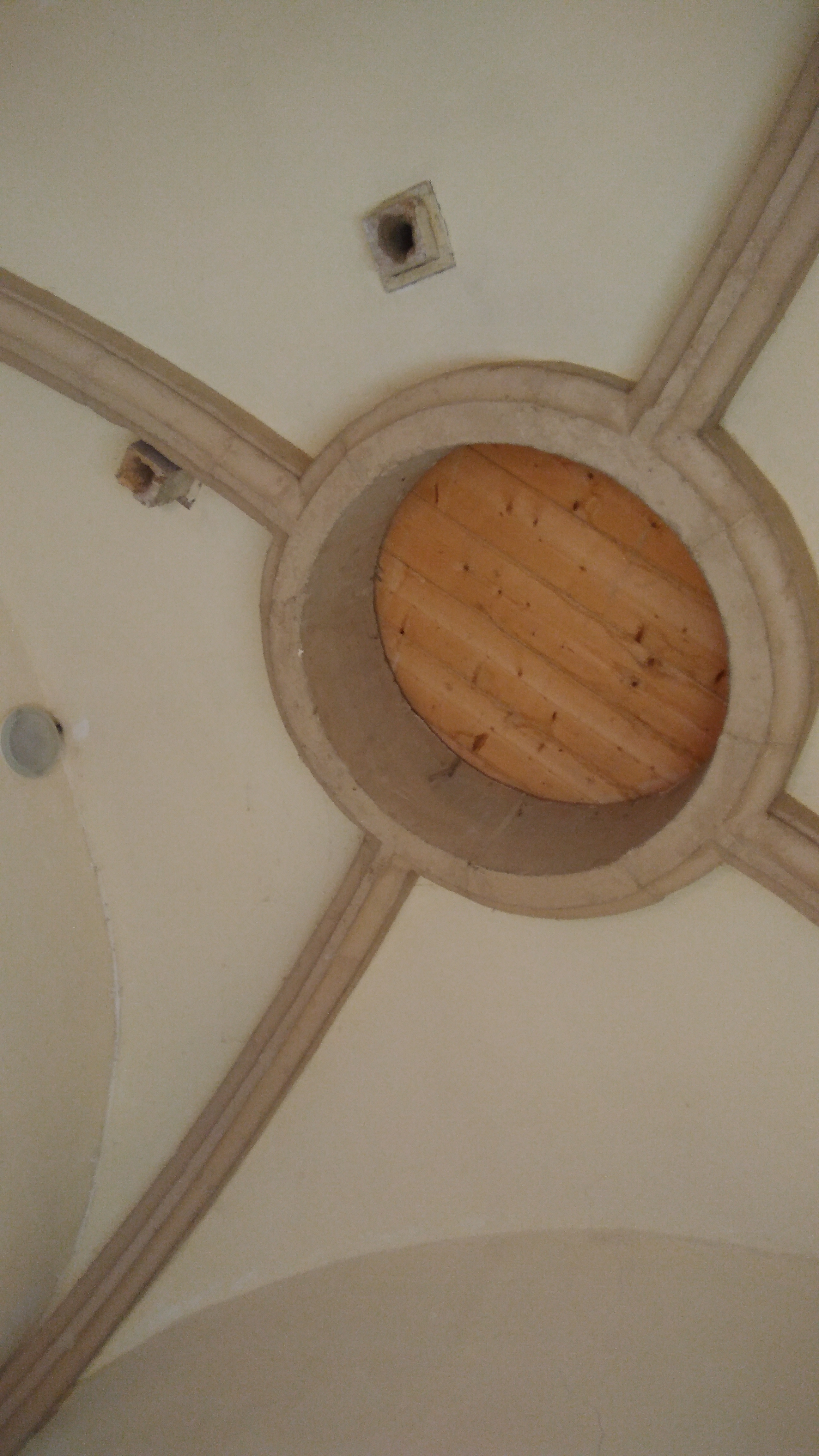
Système cordes.
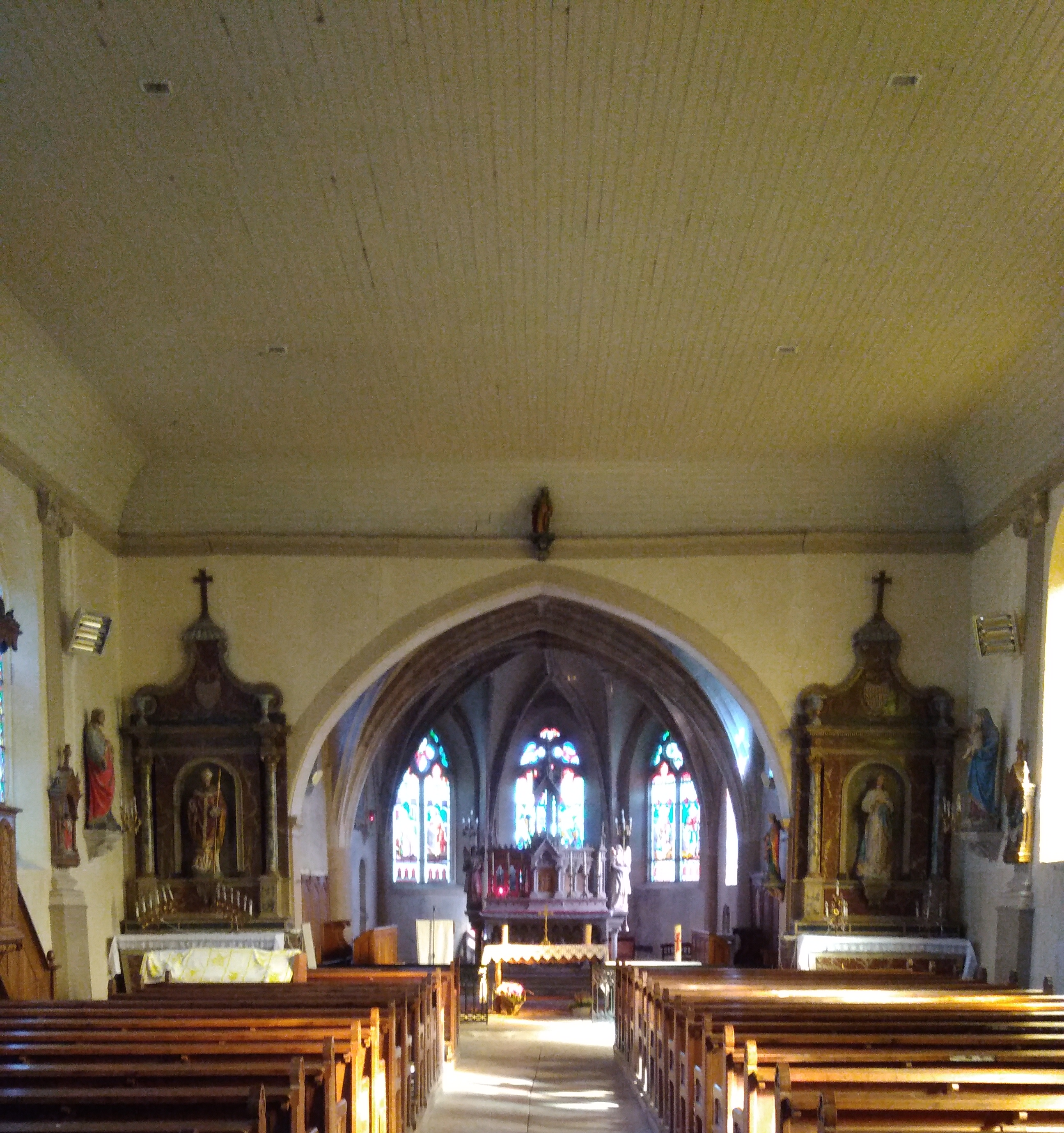
Intérieur.
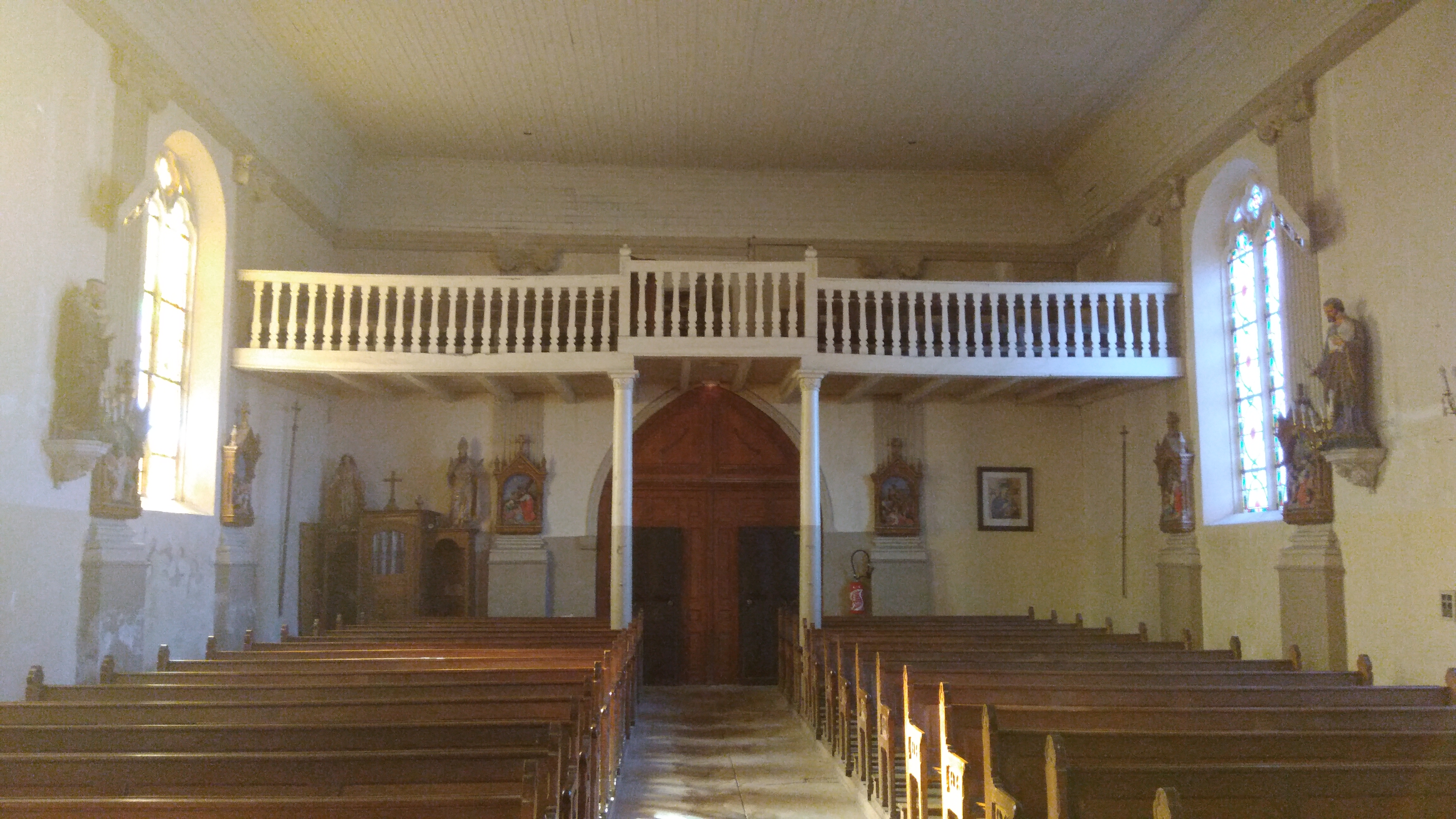
Intérieur (vue depuis le chœur).
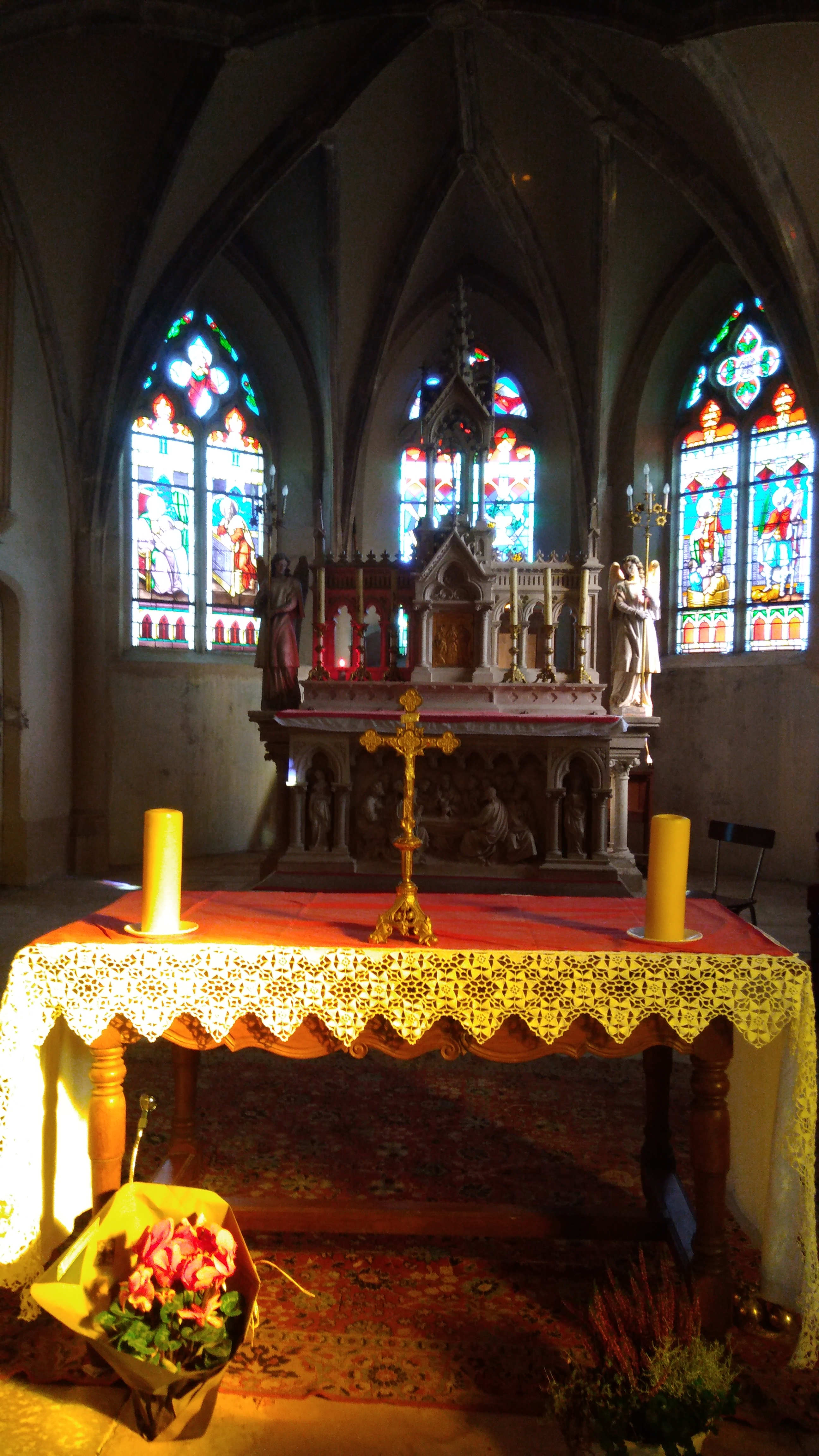
Chœur.
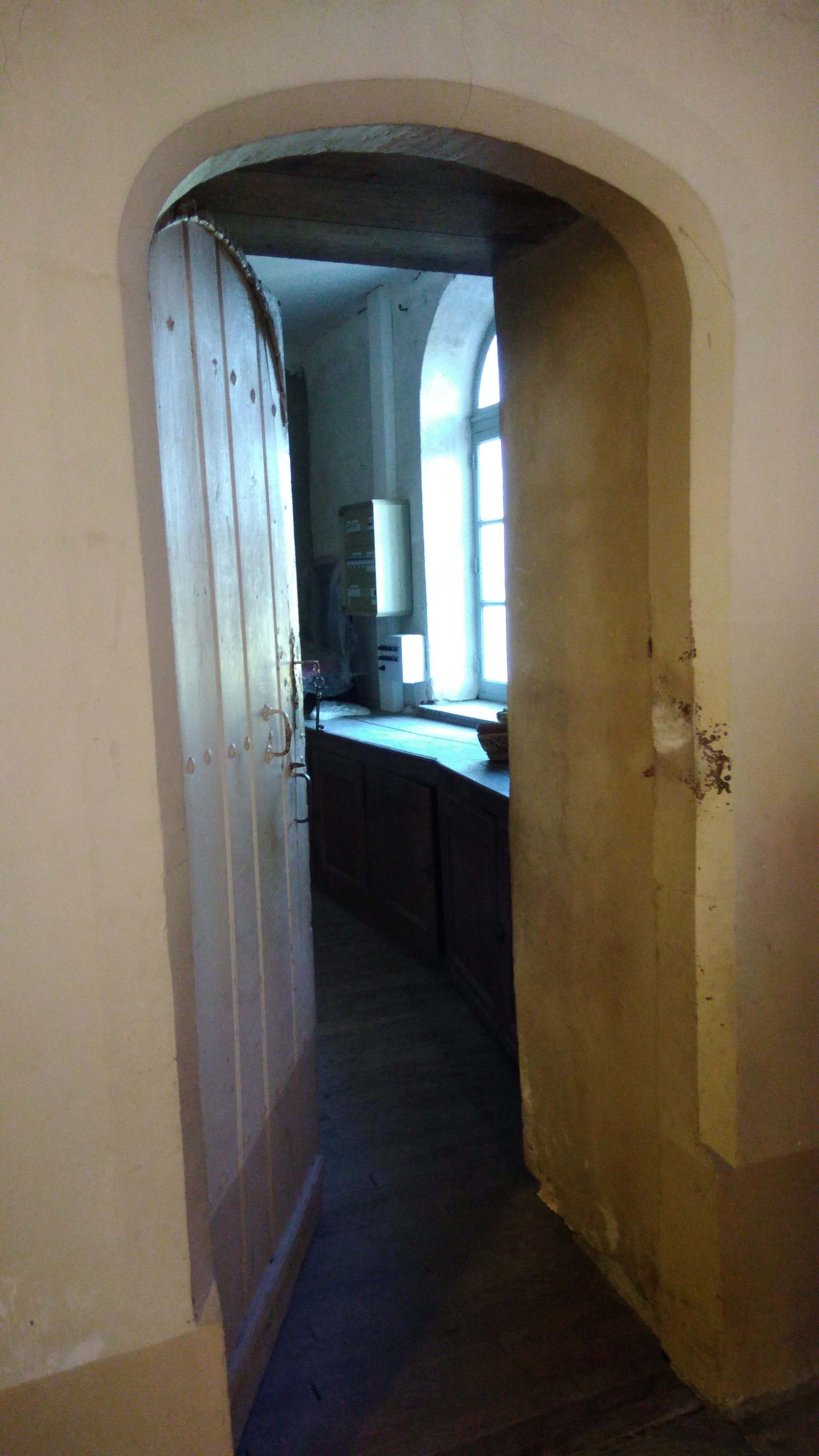
Porte.
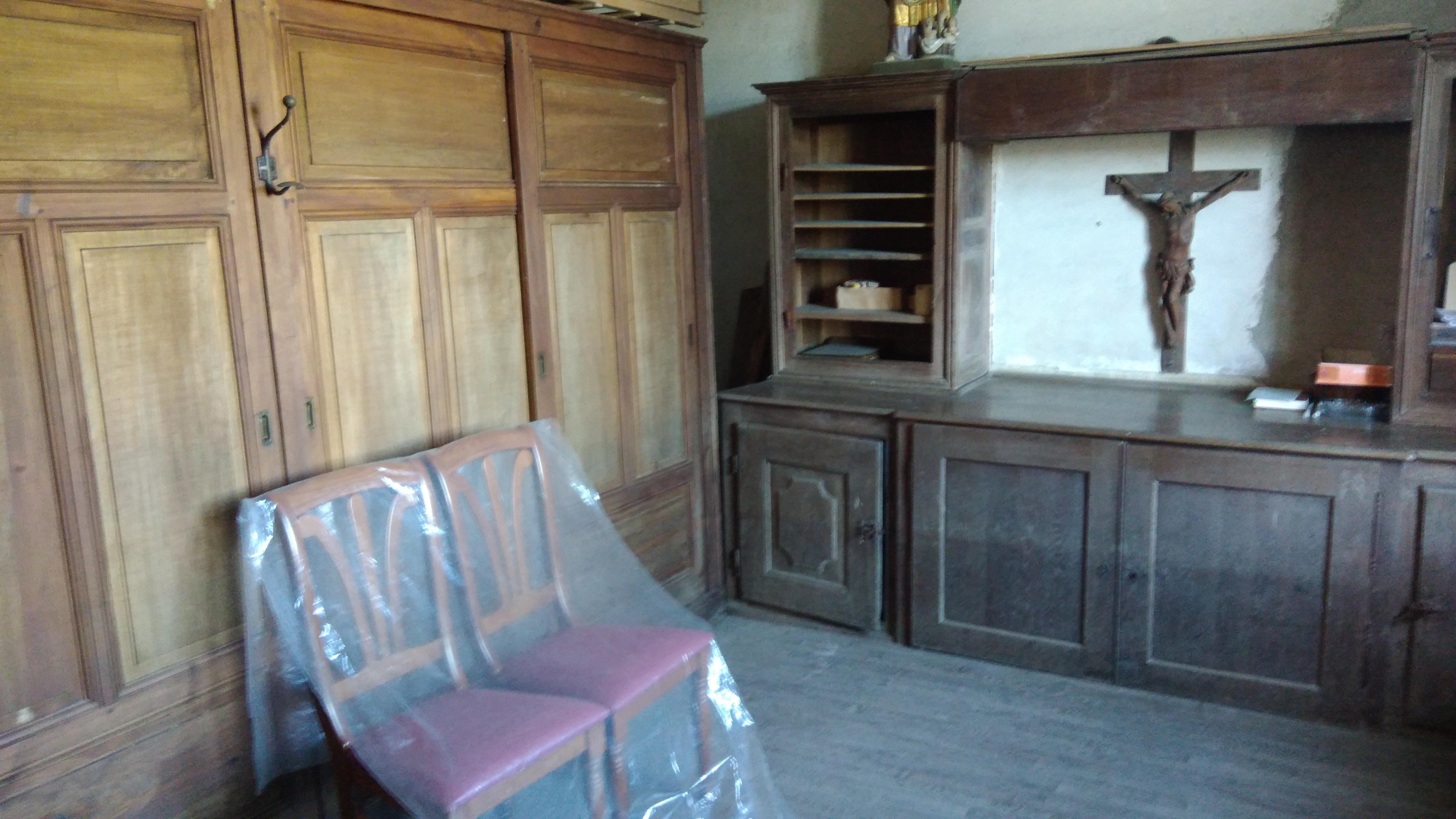
Petite salle.

## Paroisse et messes
Rouvres-la-Chétive fait partie de la paroisse Saint-Jean-Baptiste-au-Pays-de-Châtenois faisant elle-même partie du diocèse de Saint-Dié.
Aujourd'hui peu de messes sont célébrées dans l'église. Le presbytère situé à proximité peut servir de lieu de culte l'hiver, étant plus facile à chauffer.
Les églises alentour permettent aux fidèles d'assister à des messes.

## Historique

### Implantation et description
L'implantation de l'église en ce lieu est fort ancienne. En 1889, en remplaçant le grand autel, une boite de plomb a été trouvée dans l'ancien avec un écrit disant que le premier autel de l'église avait été érigé en 1489. L'édifice a été modifié depuis. 
À l'extérieur du chœur le millésime "1519" est gravé sur une pierre visible par le dessous de la toiture. L'entrée de l'église contraste avec le chœur, pourtant la construction date de la même époque. La nef a subi des travaux en 1742 qui se sont achevés vers 1750. Les matériaux ont servi à construire la tour actuelle, laquelle se trouvait entre le chœur et la nef. Celle-ci, après travaux, n'offre que des pilastres placés entre les grandes baies percées dans les murs latéraux. Le linteau de la porte d'entrée présente une inscription un peu insolite : "Le peuple François reconnait l'Être Suprême et l'immortalité de l'âme" datant du début de la Révolution. On remarque aussi sur la corniche une statue de saint Martin qui était jadis le patron du village. Au sommet de la tour : une ouverture avec dans la partie supérieure une ancienne fenêtre ogivale, en dessous un morceau de sculpture provenant de l'ancien clocher représentant deux têtes de bœufs sous le joug.

### Les trois cloches
Le clocher renferme trois cloches. Le 5 mai 1734 a été baptisée la grosse cloche nommée Mare-Jeanne. Le 12 mai 1763 : baptême de la cloche principale ayant pour parrain le seigneur Joseph de la Borde, écuyer seigneur de Saint Escobille, conseiller secrétaire du roi, maquis de Removille et baron de Châtelet. L'autre, datée de 1741, aurait été coulée par les fondeurs d'Outrancourt. 

### Œuvres d'art
L'entrée de l'église présente deux œuvres d'art provenant de l'ancienne abbaye cistercienne de l'Étanche, fondée en 1070 par Hadwige de Namur, épouse de Gérard d'Alsace. On y voit "la mise au tombeau" avec les personnages qui ont participé à ensevelir le Christ. Cet ensemble est complété par deux autres statues du Christ : l'une, le Christ couronné d'épines, l'autre un c aux liens.

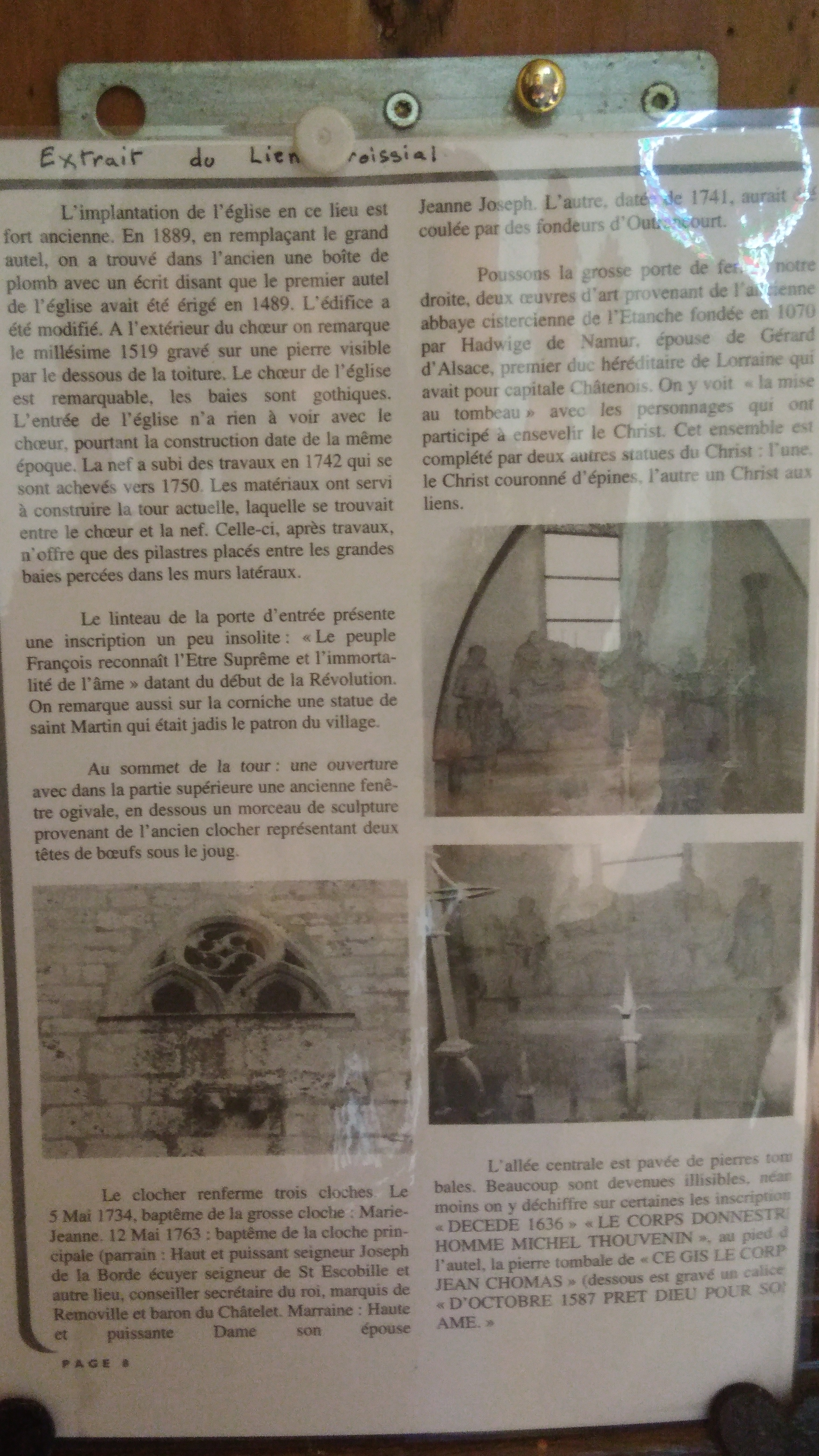
Photo d'une explication historique affichée à l'intérieur de l'église.